# Big Bend Ranges
Big Bend Ranges är ett berg i Kanada.   Det ligger i provinsen British Columbia, i den centrala delen av landet, 3 100 km väster om huvudstaden Ottawa. Toppen på Big Bend Ranges är 1 724 meter över havet, eller 16 meter över den omgivande terrängen. Bredden vid basen är 0,25 km.
Terrängen runt Big Bend Ranges är bergig västerut, men österut är den kuperad. Terrängen runt Big Bend Ranges sluttar västerut. Trakten runt Big Bend Ranges är nära nog obefolkad, med mindre än två invånare per kvadratkilometer.. Det finns inga samhällen i närheten. 
Trakten runt Big Bend Ranges består i huvudsak av gräsmarker.